# Víðidalstunga
Víðidalstunga est une localité islandaise de la municipalité de Húnaþing vestra située au nord de l'île, dans la région de Norðurland vestra.